# Helligdomsklipperne
Helligdomsklipperne er flere klipper beliggende i området Helligdommen, vest for Salene Bugt mellem Tejn og Gudhjem på Bornholm.
Under istiden lå det meste af kysten under havoverfladen, men da isen forsvandt hævede øen sig, og denne del af den bornholmske kyst ligger i dag ca. 20 meter over havet. Kystklipperne med dybe grotter og stejle forrevne granitsøjler skyldes mange års påvirkning af vejret.